# زبان سکایی میانه

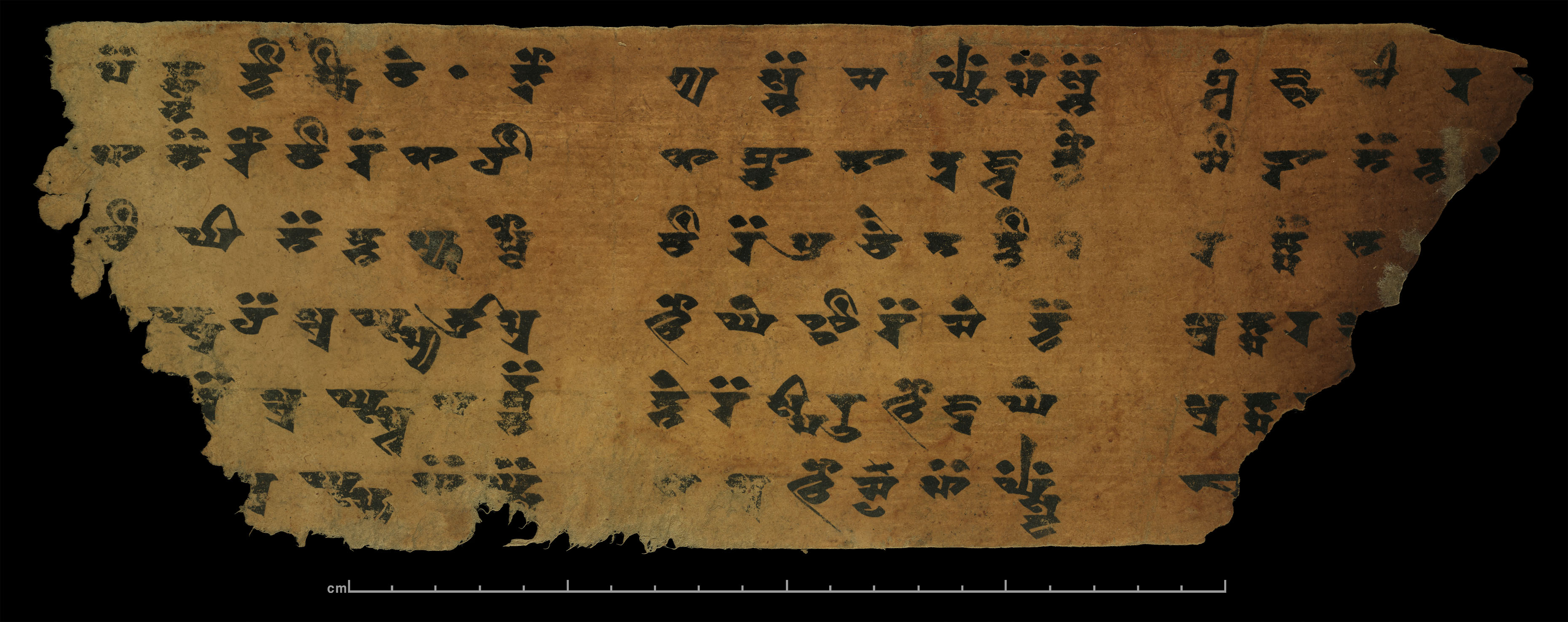
ورق‌نوشته ای از متن زبان سکایی ختنی بودایی از کتاب بوداگرایی در ختن، نگهداری شده در کتابخانه بریتانیا Or.9614/5

زبان سکایی میانه به دو بخش ختن و تمشقی تقسیم می شود.
زبان سکایی خُتَن از زبان‌های ایرانی میانه است که نام شکل میانه برجای مانده از زبان سکایی باستان است. از زبان سکاهای میانه دو گویش به وسیلهٔ آثار بجای مانده شناخته شده‌اند که بنابر منطقهٔ کشف آثار آن‌ها که در ختن و تمشق در سین‌کیانگ چین است به دو گویش تمشقی و ختنی نیز نام‌گذاری شده‌اند. آثاری که به گویش ختنی هستند به الفبای براهمی نوشته شده و تحت تأثیر ادبیات بودایی می‌باشند. از گویش تمشقی نیز آثاری بدست آمده که نگارش آن‌ها به سده‌های پنجم تا دهم میلادی بازمی‌گردد. این دو زبان در همان زمان به سود زبان اویغوری عقب‌نشینی نمودند اما همچنان در کوهستان‌های پامیر در غرب چین گویش‌های ایرانی رایج می‌باشند که ممکن است با این زبان پیوند دور داشته باشند. زبان‌های پشتو و وخی شباهت زیادی با زبان سکایی میانه نشان می‌دهند.
قبایل سکایی، در سرزمینی از حوضهٔ رودخانهٔ تاریم تا مرز بلخ به سر می‌بردند و از اوایل سده دوم پیش از میلاد به سوی باختر و زرنگ و رخج و بعداً به هندوستان شمال غربی کوچیدند.
در سده یازدهم میلادی در نواحی کاشغر زبان کنچگ رایج بوده که واژه‌های باقی‌ماندهٔ آن حاکی از شباهت این زبان به گویش‌های سکایی است.
به طوری که بعضی از زبان‌شناسان ذکر نموده‌اند، شاید زبان‌های پامیری امروزی ادامهٔ تاریخی گویش‌های مختلف سکایی باشند. بررسی قیاسی زبان سکایی ختنی و زبان وخی امروزی، که از گروه زبان‌های پامیری است، حاکی از شباهت تاریخی این دو زبان است و نشان می‌دهد که از سرچشمه‌ای نزدیک به هم پیدا شده‌اند.

## خط
برای نگارش ختنی گونه‌های رسمی و شکسته یا پیوسته براهمی به آن صورت که در آسیای میانه تحول یافته بود، به کار می‌رفت. گونه رسمی خط عمدتاً، و نه منحصراً محدود به متون دینی است. انواع خط شکسته برای متون ادبی و نگارش روزمره به کار می‌رفته است.
تحول خط را می‌توان به چهار دسته تقسیم کرد:
1. براهمی ترکستانی آغازین در حدود قرن پنجم میلادی
2. براهمی جنوبی ترکستانی آغازین. پایان سده ششم تا هفتم میلادی
3. براهمی جنوبی ترکستانی (اصلی)، میانه سده‌های هفتم تا نهم میلادی
4. براهمی جنوبی ترکستانی متاخر، سده دهم میلادی.[۵]

## پیشینه

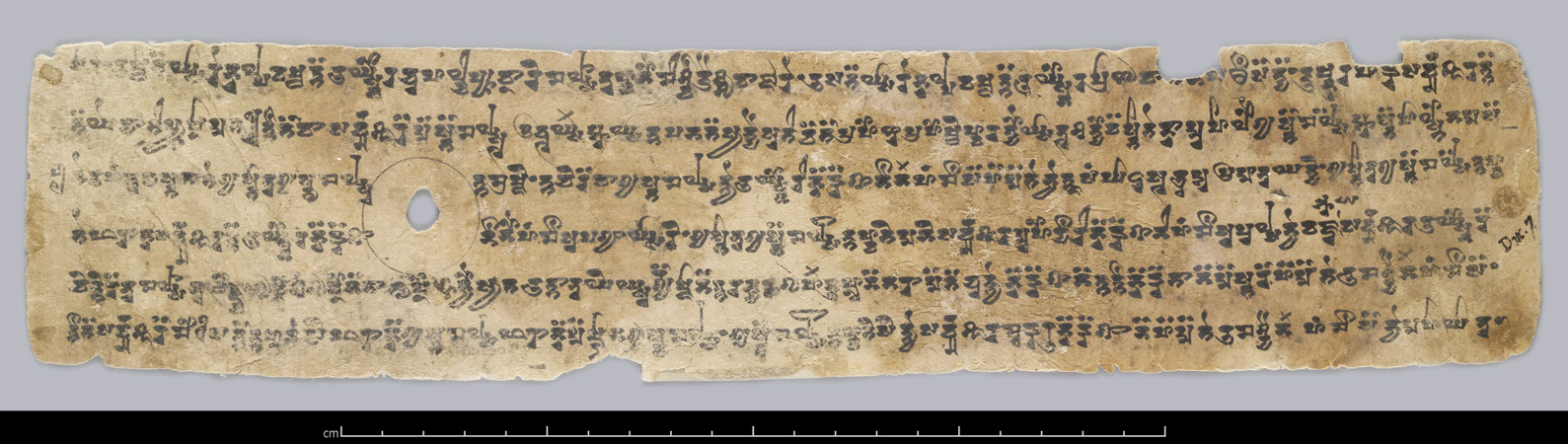
ورق‌نوشته سکایی ختنی، کشف شده دندان اویلیق، نگاشته شده سده دهم میلادی یا قبلتر ، نگاه‌داشته شده در موزه بریتانیا

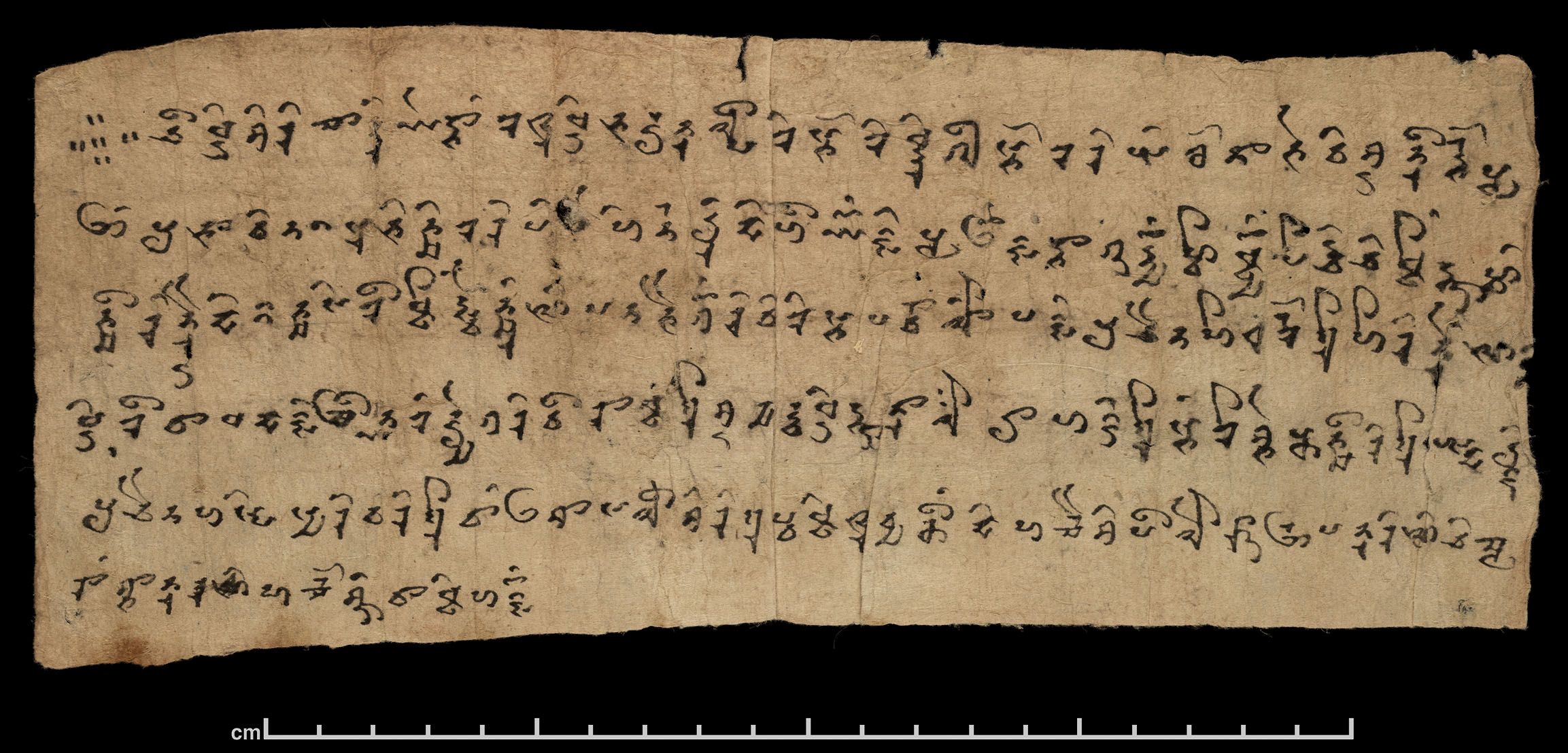
متنی به زبان ختنی که در آن از اشغالگران تبتی به خاطر «حفاظت از «سرزمین ختن» سپاس‌گزاری شده‌است.

سکاها طایفه‌های ایرانی بودند که در دو سوی دریای کاسپین (خزر)، دشت‌های جنوب روسیه و فرارود می‌زیستند و از زبان آن‌ها در دوره باستان هیچ اثر مکتوبی در دست نیست. گزارش‌های هرودوت از افسانه‌ها و داستان‌های اسکیتی و به وجود ادبیات بسیار غنی و به ویژه، حماسی زبان سکایی باستانی گواهی می‌دهد. به روایت هرودوت، پس از پیروزی سومین شاه ماد (هووَخشَترَه) بر سکاهای غاصب (اسکیتی‌ها) و بازستانی امپراتوری ماد، با آن‌ها با مهربانی رفتار کرد و «پسرانی را بدیشان سپرد تا به زبان خود و هنر تیراندازی را بدان‌ها بیاموزد».
به اعتقاد دیاکونوف زبان اسکیت‌ها و زبان مادها بقدری بهم نزدیک بود که تفاهم میان ساکنان پادشاهی ماد و پادشاهی اسکیت را مقدور می‌ساخت.
تنها آثار بازمانده از زبان سکایی باستان، برخی اسامی افراد، قبیله‌ها و مکان‌ها در کتیبه‌های یونانی منطقه پنتوس و در آثار یونانی است، که بر اساس آن‌ها و به کمک زبان‌های ایرانی باستان (اوستایی و فارسی باستان) و نام چند مکان (تپه، رودخانه در اوکراین و جنوب روسیه)، می‌توان برخی از واژه‌های این زبان را بازسازی کرد.
رضایی باغ‌بیدی، ۲۲ واژه را گردآوری کرده‌است:
| سکایی   | فارسی نو   | سکایی   | فارسی نو | سکایی   | فارسی نو     |
| ------- | ---------- | ------- | -------- | ------- | ------------ |
| abra    | آسمان      | ap      | آب       | arma    | دست          |
| arya    | آریایی     | aspa    | اسب      | baga    | بغ، پروردگار |
| danu    | رود        | gausa   | گوش      | hazahra | هزار         |
| kuti    | سگ         | madu    | عسل      | matuka  | ملخ          |
| mrga    | مرغ، پرنده | raupasa | روباه    | sauka   | آتش          |
| syava   | سیاه       | varka   | گرگ      | varaza  | گراز         |
| xsas    | شش         | xvar    | خوردن    | zantu   | قبیله        |
| zaranya | زر، زرین   | _       | _        | _       | _            |

زبان سکایی باستان، گویش‌های مختلفی داشته که دو تا از آنها، اسکیتی و سرمتی بودند. به روایت هرودوت، زبان سرمت‌ها اسکیتی است، اما به اصالت باستانی‌اش صحبت نمی‌شود. شواهد نشان می‌دهد که دست‌کم در برخی از گویش‌های اسکیتی-سرمتی باستان xv ایرانی باستان به f و d ایرانی باستان در میان دو مصوت به l (یعنی d <δ <l) تبدیل گشته‌است. مانند farna* به معنی «فر، فره» از xvarnah و skula* (نام یکی از شاهان اسکیتی) از skuda.